# Список песен Адели
Адель (англ. Adele) — британская певица, автор-исполнитель и поэт, дебютный альбом которой вышел в 2008 году. К 2017 году певица записала более пятидесяти песен, включая композиции из трёх студийных альбомов, двух мини-альбомов и кавер-версии песен других исполнителей.
Дебютный студийный альбом певицы — 19 — состоял из двенадцати песен, написанных исполнительницей в сотрудничестве с такими авторами, как Фрэнсис Уайт, Саша Скарбек, Леон Митчелс, Джефф Сильверман, Ник Мовшон и Клэй Холли. Альбом также включает кавер-версию на песню Боба Дилана «Make You Feel My Love». Во время записи альбома 19 Адель также приняла участие в записи песни «My Yvonne» при участии британского музыканта Джека Пеньяте для его дебютного альбома Matinée. В этом же году Адель исполнила песню «Many Shades of Black» американской рок-группы «The Raconteurs» в рамках турне в поддержку альбома 19, также включив композицию в подарочное издание своего дебюта. Также трек в исполнении Адель является би-сайдом к оригинальной версии группы.
В 2009 году Адель записала песню «Every Glance» при участии Джека Пеньяте для его второго студийного альбома Everything Is New. В этом же году исполнительница приняла участие в записи песни «Water and a Flame» совместно с австралийским музыкантом Дэниелом Мерриуизером для его дебютного альбома Love & War.
В январе 2011 года Адель выпустила второй студийный альбом 21, включивший в себя одиннадцать песен, написанных ей в сотрудничестве с такими авторами, как Пол Эпуорт, Райан Теддер, Дэн Уилсон, Фрейзер Смит, Фрэнсис Уайт и Грэг Уэллс. Большинство песен в альбоме были спродюсированы Риком Рубином. На пластинку также вошла кавер-версия песни британской рок-группы The Cure «Lovesong». В октябре 2012 года состоялся релиз песни «Skyfall», записанной Адель для фильма Бондианы с одноименным названием. Композиция была написана Полом Эпуортом и самой исполнительницей. В ноябре 2015 года состоялся релиз третьей пластинки певицы, 25, включившей в себя одиннадцать треков, написанных Адель в сотрудничестве с такими авторами, как Грег Кёрстин, Макс Мартин, Shellback, Пол Эпуорт, Тобиас Джиссо-младший, Райан Теддер, Danger Mouse, Самуэль Диксон, Бруно Марс, Филип Лоуренс, Кристофер Броуди, Линда Перри и Рик Ноуэлс.

## Список песен
Синглы выделены жёлтым цветом. Студийные альбомы выделены синим цветом. Остальные релизы выделены оранжевым цветом.
| Песня                                                 | Год  | Релиз                                    | Автор(ы)                                                                           | П             |
| ----------------------------------------------------- | ---- | ---------------------------------------- | ---------------------------------------------------------------------------------- | ------------- |
| «All I Ask»                                           | 2015 | 25                                       | Адель Бруно Марс Филип Лоуренс Кристофер Броуди                                    | [ 11 ]        |
| «Best for Last»                                       | 2008 | 19                                       | Адель                                                                              | [ 2 ]         |
| «Can’t Let Go»                                        | 2015 | 25                                       | Адель Линда Перри                                                                  | [ 11 ]        |
| «Chasing Pavements»                                   | 2008 | 19                                       | Адель Фрэнсис Уайт                                                                 | [ 2 ] [ 12 ]  |
| «Cold Shoulder»                                       | 2008 | 19                                       | Адель                                                                              | [ 2 ] [ 13 ]  |
| «Crazy for You»                                       | 2008 | 19                                       | Адель                                                                              | [ 2 ]         |
| «Daydreamer»                                          | 2008 | 19                                       | Адель                                                                              | [ 2 ]         |
| «Don’t You Remember»                                  | 2011 | 21                                       | Адель Дэн Уилсон                                                                   | [ 14 ]        |
| «First Love»                                          | 2008 | 19                                       | Адель                                                                              | [ 2 ]         |
| «Every Glance» (при участии Джека Пеньяте)            | 2009 | Everything Is New                        | Неизвестно                                                                         | [ 5 ]         |
| «He Won’t Go»                                         | 2011 | 21                                       | Адель Пол Эпуорт                                                                   | [ 14 ]        |
| «Hello»                                               | 2015 | 25                                       | Адель Грег Кёрстин                                                                 | [ 11 ] [ 15 ] |
| «Hiding My Heart»                                     | 2011 | 21                                       | Тим Хэнсироуф                                                                      | [ 14 ]        |
| «Hometown Glory»                                      | 2008 | 19                                       | Адель                                                                              | [ 2 ] [ 16 ]  |
| «I Found a Boy»                                       | 2011 | 21                                       | Адель                                                                              | [ 14 ]        |
| «I Miss You»                                          | 2015 | 25                                       | Адель Пол Эпуорт                                                                   | [ 11 ]        |
| «I’ll Be Waiting»                                     | 2011 | 21                                       | Адель Пол Эпуорт                                                                   | [ 14 ]        |
| «If It Hadn’t Been For Love»                          | 2011 | Сторона «Б» сингла «Rolling in the Deep» | Крис Стэплтон Майкл Хендерсон                                                      | [ 14 ] [ 17 ] |
| «Lay Me Down»                                         | 2015 | 25                                       | Адель Тобиас Джиссо-младший                                                        | [ 11 ]        |
| «Love in the Dark»                                    | 2015 | 25                                       | Адель Самуэль Диксон                                                               | [ 11 ]        |
| «Lovesong»                                            | 2011 | 21                                       | Борис Уильямс Лол Толхерст Порл Томпсон Роберт Смит Роджер О’Доннелл Саймон Гэллап | [ 14 ]        |
| «Make You Feel My Love»                               | 2008 | 19                                       | Боб Дилан                                                                          | [ 2 ] [ 18 ]  |
| «Many Shades of Black» (при участии The Raconteurs)   | 2008 | Consolers of the Lonely                  | Брендан Бенсон Джек Уайт                                                           | [ 19 ] [ 4 ]  |
| «Melt My Heart to Stone»                              | 2008 | 19                                       | Адель Фрэнсис Уайт                                                                 | [ 2 ]         |
| «Million Years Ago»                                   | 2015 | 25                                       | Адель Грег Кёрстин                                                                 | [ 11 ]        |
| «My Same»                                             | 2008 | 19                                       | Адель                                                                              | [ 2 ]         |
| «My Yvonne» (при участии Джека Пеньяте)               | 2007 | Matinée                                  | Неизвестно                                                                         | [ 3 ]         |
| «Now and Then»                                        | 2008 | 19                                       | Адель                                                                              | [ 2 ]         |
| «One and Only»                                        | 2011 | 21                                       | Адель Дэн Уилсон Грэг Уэллс                                                        | [ 14 ]        |
| «Painting Pictures»                                   | 2008 | 19                                       | Адель                                                                              | [ 2 ]         |
| «Remedy»                                              | 2015 | 25                                       | Адель Райан Теддер                                                                 | [ 11 ]        |
| «Right as Rain»                                       | 2008 | 19                                       | Адель Леон Митчелс Джефф Сильверман Ник Мовшон Клэй Холли                          | [ 2 ]         |
| «River Lea»                                           | 2015 | 25                                       | Адель Danger Mouse                                                                 | [ 11 ]        |
| «Rolling in the Deep»                                 | 2010 | 21                                       | Адель Пол Эпуорт                                                                   | [ 14 ] [ 20 ] |
| «Rumour Has It»                                       | 2011 | 21                                       | Адель Райан Теддер                                                                 | [ 14 ] [ 21 ] |
| «Send My Love (To Your New Lover)»                    | 2015 | 25                                       | Адель Shellback Макс Мартин                                                        | [ 11 ] [ 22 ] |
| «Set Fire to the Rain»                                | 2011 | 21                                       | Адель Фрейзер Смит                                                                 | [ 14 ] [ 23 ] |
| «Skyfall»                                             | 2012 | Skyfall                                  | Адель Пол Эпуорт                                                                   | [ 8 ] [ 9 ]   |
| «Someone Like You»                                    | 2011 | 21                                       | Адель Дэн Уилсон                                                                   | [ 14 ] [ 24 ] |
| «Sweetest Devotion»                                   | 2015 | 25                                       | Адель Пол Эпуорт                                                                   | [ 11 ]        |
| «Take It All»                                         | 2011 | 21                                       | Адель Фрэнсис Уайт                                                                 | [ 14 ]        |
| «Tired»                                               | 2008 | 19                                       | Адель Фрэнсис Уайт                                                                 | [ 2 ]         |
| «That’s It, I Quit, I’m Movin’ On»                    | 2008 | 19                                       | Дель Серино Рой Альфред                                                            | [ 2 ]         |
| «Turning Tables»                                      | 2011 | 21                                       | Адель Райан Теддер                                                                 | [ 14 ] [ 25 ] |
| «Water and a Flame» (при участии Дэниела Мерриуизера) | 2009 | Love & War                               | Дэниел Мерриуизер                                                                  | [ 6 ] [ 26 ]  |
| «Water Under the Bridge»                              | 2015 | 25                                       | Адель Грег Кёрстин                                                                 | [ 11 ] [ 27 ] |
| «When We Were Young»                                  | 2015 | 25                                       | Адель Тобиас Джиссо-младший                                                        | [ 11 ] [ 28 ] |
| «Why Do You Love Me»                                  | 2015 | 25                                       | Адель Рик Ноуэлс                                                                   | [ 11 ]        |

## Кавер-версии
В 2008 году Адель записала кавер-версию на песню американского автора-исполнителя Боба Дилана «Make You Feel My Love», вошедшую в дебютный студийный альбом певицы 19. Также Адель записала кавер, впоследствии вошедший в 19, на песню Сэма Кука «That’s It, I Quit, I’m Movin’ On», написанную Делем Серино и Роем Альфредом в 1960-х годах. 2011 году Адель записала кавер-версию на песню британской рок-группы The Cure «Lovesong», впоследствии вошедшую во второй студийный альбом Адель 21. Трек был написан Робертом Смитом и Саймоном Гэллапом.
Студийные альбомы выделены синим цветом.
| Песня                              | Год  | Релиз | Автор(ы)                  | Ориг.     | П      |
| ---------------------------------- | ---- | ----- | ------------------------- | --------- | ------ |
| «Make You Feel My Love»            | 2008 | 19    | Боб Дилан                 | Боб Дилан | [ 2 ]  |
| «That’s It, I Quit, I’m Movin’ On» | 2008 | 19    | Дель Серино Рой Альфред   | Сэм Кук   | [ 2 ]  |
| «Lovesong»                         | 2011 | 21    | Роберт Смит Саймон Гэллап | The Cure  | [ 14 ] |